# Motegi Toshimitsu
Motegi Toshimitsu (茂木 敏充 (Mậu-Lâm Mẫn-Sung)  sinh ngày 7 tháng 10 năm 1955) là chính trị gia người Nhật Bản. Ông hiện đang là Tổng thư ký Đảng Dân chủ Tự do. Ông từng là Bộ trưởng Ngoại giao từ năm 2019 đến năm 2021, và là Bộ trưởng Bộ Kinh tế, Thương mại và Công nghiệp từ năm 2012 đén năm 2014. Ông cũng hiện là Nghị viên Chúng Nghị viện từ năm 1993 đến nay.
Motegi là hội trưởng của phái Motegi, phái lớn thứ 3 trong Đảng Dân chủ Tự do với 53 thành viên.